# Dysphania auriplaga
Dysphania auriplaga là một loài bướm đêm trong họ Geometridae.